# 그들은 밤에 달린다
그들은 밤에 달린다(They Drive By Night)는 미국에서 제작된 라울 월쉬 감독의 1940년 범죄, 드라마, 스릴러 영화이다. 조지 래프트 등이 주연으로 출연하였다.

## 출연

### 주연
- 조지 래프트
- 앤 쉐리던

### 조연
- 이다 루피노
- 험프리 보가트
- 게일 페이지
- 앨런 헤일
- 로스코 칸스
- 존 리텔
- 조지 토비아스
- 에디 아커프
- 마리 블레이크
- 에디 캔들러
- 리처드 클레이턴
- 조이스 콤프턴
- 앨런 데이비스
- 조 드블린
- 드미트리스 이매뉴얼
- 프랭크 파이른
- 에디 페더스턴
- 팻 플라허티
- 베스 플라워스
- 브렌다 파울러
- 솔 고스
- 제시 그레이브스
- 맥 그레이
- 윌리엄 하디
- 찰스 할튼
- 존 해밀턴
- 칼 하보그
- 오스카 더치 헨드리언
- 하워드 C. 힉먼
- 엘 힐
- 폴 허스트
- 클레어 제임스
- 도로시 켄트
- 마이크 랠리
- 베라 루이스
- 조지 로이드
- 윌프레드 루카스
- 프랭크 마요
- 맷 맥휴
- 에드먼드 모티머
- 잭 모워
- 헨리 오닐
- 페드로 리가스
- 존 리질리
- 랠프 샌포드
- 클리프 소움
- 해리 시멜스
- 찰스 셔록
- 찰스 설리반
- 돈 터너
- 도로시 본
- 맥스 와그너
- 빌리 웨인
- 딕 웨셀
- 프랭크 윌콕스
- 노먼 윌리스
- 찰스 C. 윌슨
- 톰 윌슨
- 잭 와이즈
- 릴리안 야보

## 제작진
- 원작자: A.I. 베저리디스
- 협력프로듀서: 마크 헬링거
- 의상: 밀로 앤더슨